# Małżowina nosowa dolna

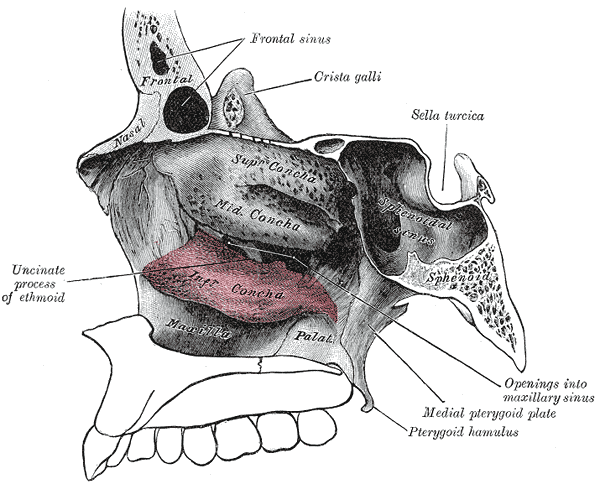
Szkielet kostny bocznej ściany jamy nosowej prawej z widoczną zaznaczoną na czerwono małżowiną nosową dolną (Inferior concha).

Małżowina nosowa dolna (łac. concha nasalis inferior) – parzysta kość czaszki, leżąca w części dolnej  ściany bocznej jamy nosowej. Brzeg górny kości łączy się z szeregiem kości wzdłuż ściany bocznej jamy nosowej. Część przednia łączy się z grzebieniem małżowinowym szczęki, część tylna zaś z grzebieniem małżowinowym kości podniebiennej. 
Część środkowa ma trzy wyrostki bardzo zmienne co do kształtu i wielkości:
- wyrostek łzowy (łac. processus lacrimalis) skierowany skośnie ku górze i połączony szwem kostnym z kością łzową. Uzupełnia częściowo bruzdę łzową szczęki, tworząc kanał nosowo-łzowy;
- wyrostek szczękowy (łac. processus maxillaris) odchylony bocznie ku dołowi. Przylega do dolnego obwodu rozworu zatoki szczękowej;
- wyrostek sitowy (łac. processus ethmoidalis) kieruje się ku górze i łączy z wyrostkiem haczykowatym kości sitowej.